# العلاقات الإماراتية المصرية
العلاقات الإماراتية المصرية هي العلاقات الثنائية بين مصر والإمارات العربية المتحدة بدأت العلاقات في عام 1971. للإمارات العربية سفارة في القاهرة، ولمصر سفارة في أبوظبي وقنصلية عامة في دبي.

## ما بعد ثورة 25 يناير
بعد قيام الثورة المصرية 2011 في 25 يناير، التي انتهت بتنحي الرئيس حسني مبارك، تشكلت حكومة برئاسة عصام شرف في فبراير 2011. وفي أبريل من العام نفسه قالت مصادر متطابقة في كل من أبوظبي والقاهرة إن دولة الإمارات العربية المتحدة رفضت في اللحظات الأخيرة زيارة رئيس الوزراء المصري عصام شرف خلال جولته الخليجية التي شملت كلاً من السعودية والكويت ودولة قطر.
وأوضحت المصادر أن اتصالات دبلوماسية جرت بين البلدين خلال الساعات الأخيرة قالت الإمارات خلالها إن مواعيد مسؤوليها لا تسمح بزيارة شرف في الوقت الراهن، على أن يتم تحديد موعد لاحق للزيارة.
لكن المصادر ذاتها أكدت أن الرفض الإماراتي الذي كان غير متوقع قبل ساعات من بدء الجولة الخليجية جاء بسبب ما اعتبرته الإمارات تقارباً مصرياً - إيرانياً على حساب مصالح دول الخليج ومن بينها الإمارات، فضلا عن رفض حكومة الثورة المصرية طلبات متكررة من الإمارات بعدم محاكمة الرئيس المصري السابق حسني مبارك وعرضها دفع أية تعويضات مناسبة بدلا من محاكمته.
وأكدت المصادر ذاتها أن الإمارات أبلغت ذلك الموقف رسمياً إلى مصر خلال استقبال وزير الخارجية المصري الدكتور نبيل العربي سفير الإمارات بالقاهرة ومندوبها لدى جامعة الدول العربية محمد بن نخيرة الظاهري.
وأكدت المصادر أن دولة الإمارات أبلغت الحكومة المصرية أن ذلك لا يعني موقفا مناوئا للقاهرة، لأنها تعتبر ذلك شأناً داخلياً، لكنها في الوقت نفسه رأت في التلويح والإشارات المصرية بالتقارب مع إيران خاصة في ظل الظروف الحالية التي تهدد فيها طهران دول الخليج برمتها تغيرا كبيرا في الموقف المصري عن مرحلة ما قبل الثورة، الذي كان يؤكد دائما على وقوف مصر بجانب دول الخليج في مواجهة الطموحات والمطامع الإيرانية في المنطقة.
ونفى مجلس الوزراء المصري هذه الأزمة وأعلن عن بدء شرف لجولته في موعدها على أن تشمل السعودية، قطر، والكويت ونفى أن تكون الإمارات العربية جزءاً من الزيارة.